# ヨーク (メイン州)
ヨーク（英: York）は、アメリカ合衆国メイン州のヨーク郡にある町。人口は1万3723人（2020年）。メイン湾を介して大西洋に接し、夏のリゾート地として知られている。18ホールのゴルフコースが3か所、砂浜が4か所、さらにアガメンティカス山がある。町内にヨーク・ビレッジ、ヨーク・ハーバー、ヨーク・ビーチ、ケープ・ネディックの各ビレッジがある。
ヨークはポートランド都市圏に属している。

## 歴史

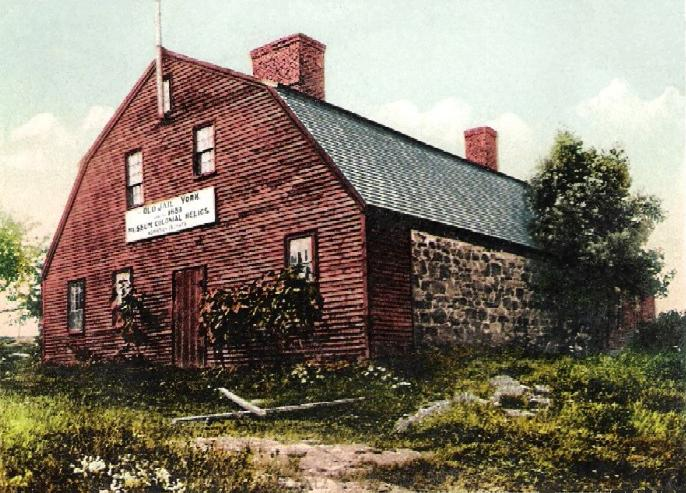
オールドジェイル（監獄）、1901年

ヨークとなった地域には1624年に最初の入植があり、当初はアベナキ族インディアンの言葉からヨーク川を意味するアガメンティカスと呼ばれていた。1638年、開拓者がその出身地であるイングランドのブリストルから、ブリストルと改名した。プリマス特許の下でメインの領主になったフェルディナンド・ゴージズ卿が、荒野から大きな都市に成長させることを思い描き、その領土の首都としてゴージアナと名付けた。1642年、国王チャールズ1世の勅許により、ゴージアナはアメリカで最初の法人化都市になった。
しかしゴージズが死んだ後、マサチューセッツ湾会社がその領地の所有権を主張した。1652年、ゴージアナの部分からマサチューセッツのヨークが法人化され、メイン地区では2日前に法人化されていたキタリーに続いて2番目に古い町となった。その名称はイングランドのヨークから採られた。しかし、この地域の支配についてはニューイングランドとヌーベルフランスが争い、フレンチ・インディアン戦争のときはフランスがインディアンにイギリス人開拓地を攻撃するよう唆した。
ヨークで最初の会衆派教会は、シュベール・ダマー牧師によって1672年に組織された。ダマーはリチャード・ダマーの息子であり、かつマサチューセッツ湾直轄植民地の総督代行を務めたウィリアム・ダマーの叔父だった。
ウィリアム王戦争のとき、ヨークの町は1692年のキャンドルマス虐殺で破壊された。アベナキ族インディアンの襲撃があったときに、ダマーが自分の家の玄関で銃で撃たれた。他にも約50人が殺され、100人近くが捕虜にされて連れていかれた。その中にはダマーの妻のリンダと息子がおり、「荒地の竜の中で雪や苦難を通して、彼女も直ぐに死んだ。」息子のことについては何も伝えられなかった。
ダマーの戦争の1723年に、インディアンの最後の攻撃がケープ・ネディック地域で起きた。1745年のルイブールの戦いでフランスが敗北したことにより敵対行為が止まり、1763年のパリ条約で全て終わった。マーク・トウェインなどアメリカの有名な作家数人が、夏の間をヨークで過ごすことが知られていた。

## 貿易の中心
ヨークは植民地の首都であり、ロイヤル・ジェイル（監獄）がある場所として繁栄した。多くの桟橋や倉庫が、西インド諸島との貿易の用に供した。農産物や材木が積み出され、砂糖、糖蜜などの食品が輸入された。著名な商人の1人がジョン・ハンコックであり、その資産が今は博物館になっている。しかしアメリカ独立戦争の後、トーマス・ジェファーソン大統領の1807年通商禁止法が貿易を損なった。ヨークは首都の地位を奪われ、その後繁栄することはなかった。南北戦争の後に、ジョン・セジリー・ホームステッドのような古い家屋が植民地時代の魅力を伝え、海のそよ風もあって観光客を惹きつけるようになった。

## 現在
メイン州のバーハーバーやロードアイランド州のニューポートと同様に、ヨークは流行の夏のリゾート地となり、特にこけら葺きスタイルなど、金ぴか時代の建築物の顕著な例を多く保持している。ヨーク・ビレッジの中心にある歴史的建築群は、オールド・ヨーク歴史協会によって博物館として維持されている。

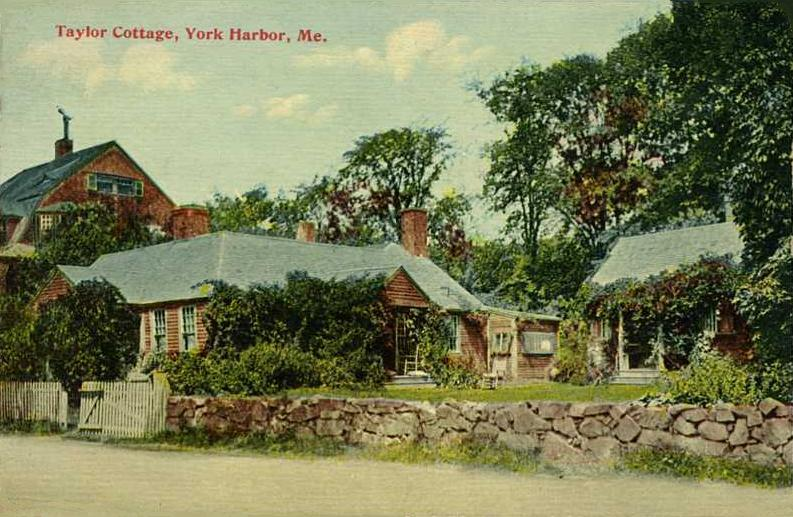
テイラー・コテージ、1913年
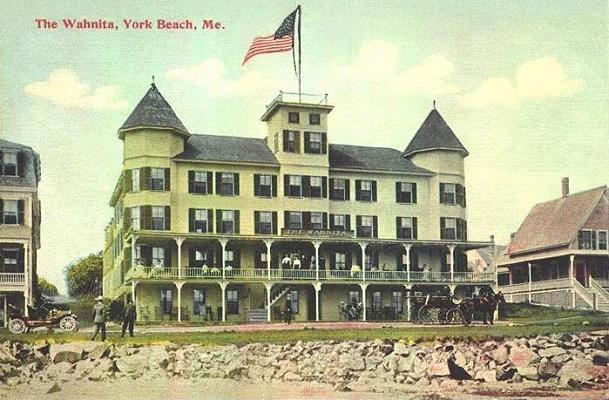
ワーニタ、1913年
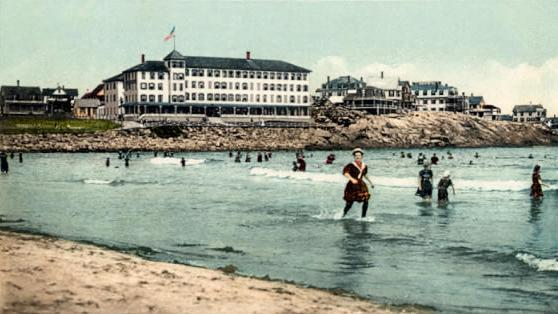
ヨーク・ビーチ、1906年
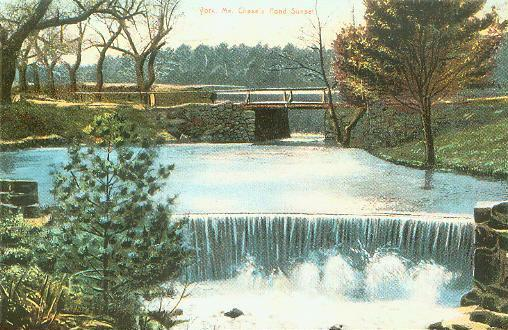
チェイスの池、1910年

## ザ・ヨークス

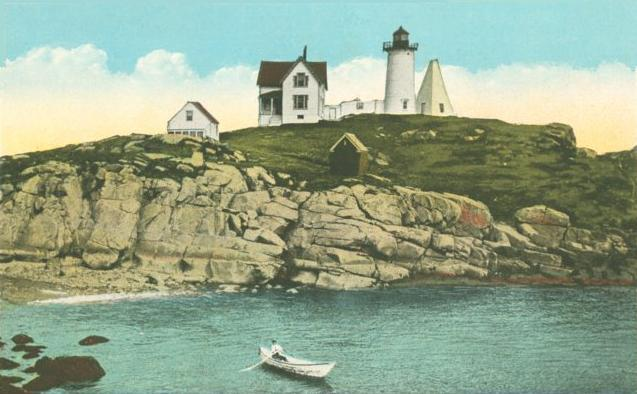
ケープ・ネディック灯台、1920年

- ヨーク・ビレッジ — 歴史的建築や大型店がある
- ヨーク・ハーバー — 多くのエレガントな宿屋、歴史的家屋、大型荘園
- ヨーク・ビーチ — アーケード、土産物店など人気のある観光施設
- ケープ・ネディック — 主に住宅地

夏の間、観光客（主に家族連れ）が、ヨーク・ビーチ自体の地区にあるショート・サンズビーチや、ヨーク・ビーチとヨーク・ハーバーの間にある1マイル (1.6 km) 以上の最長の砂浜、ロング・サンズビーチに群がる。多くの5つ星のホテルやその他宿泊施設がヨーク・ビーチ地域で運営されるが、夏以外は閉鎖されている。
ザ・ヨークスの多くの地点からナブルロックにあるケープ・ネディック灯台の絵のような光景を望むことができ、メイン海岸の画家の作品に描かれ、土産物にもなっている。晴れた日にはヨーク沖6.2マイル (10.0 km) のブーン島にある高さ133フィート (40 m) のブーン島灯台も見られる。ヨーク・ビーチ地域ではゴールデンロッドのような古いスタイルのレストランが歴史的な性格を維持している。

## 地理
アメリカ合衆国国勢調査局に拠れば、市域全面積は131.78平方マイル (341.31 km2)であり、このうち陸地54.67平方マイル (141.59 km2)、水域は77.11平方マイル (199.71 km2)で水域率は29.21%である。ヨーク川が町内を流れている。町内の最高地点は標高692フィート (211 m) のアガメンティカス山である。その頂上まで自動車道が通じており、ハイキング道、自転車道、乗馬道もある。

## 住宅
ヨークの住宅価格はメイン州の中で、ポートランド市郊外のケープ・エリザベスに次いで高い。ヨーク郡の不動産価格は州内で最も高い。

## 町政府
ヨークは町政委員会・マネジャー方式の政府を持っている

## 有権者登録数
| 2005年10月25日時点での政党別有権者登録数 | 2005年10月25日時点での政党別有権者登録数 | 2005年10月25日時点での政党別有権者登録数 | 2005年10月25日時点での政党別有権者登録数 | 2005年10月25日時点での政党別有権者登録数 |
| 政党                                     | 構成比                                   |                                          |                                          |                                          |
| ---------------------------------------- | ---------------------------------------- | ---------------------------------------- | ---------------------------------------- | ---------------------------------------- |
| 共和党                                   | 32.61%                                   |                                          |                                          |                                          |
| 民主党                                   | 23.44%                                   |                                          |                                          |                                          |
| 無党派                                   | 43.05%                                   |                                          |                                          |                                          |
| 少数党                                   | 0.90%                                    |                                          |                                          |                                          |
| 合計                                     | 13,129（有解答）                         | 163（無回答）                            | 13,292（合計）                           | 100%                                     |

## 教育

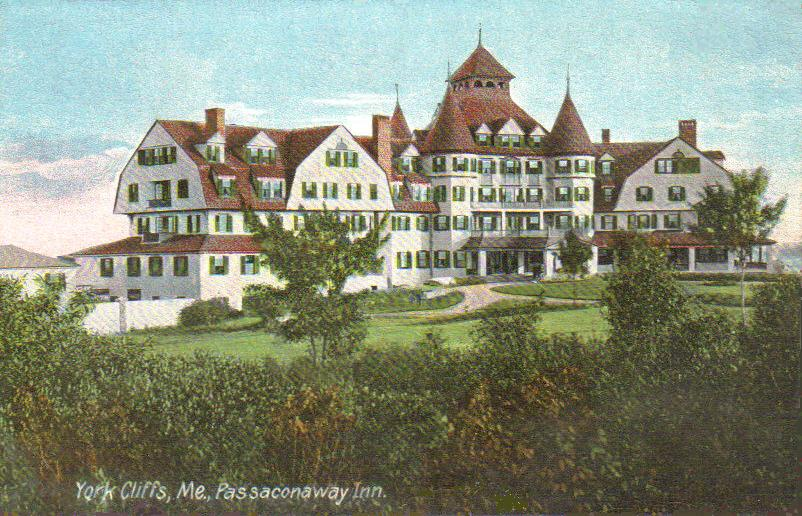
パサコナウェイ・イン、1910年頃

ヨーク教育部は町予算の69%を確保し、最も多くの比率を占めている。4つの学校に2,000人の児童生徒が通っている。ビレッジ小学校が幼稚園から2年生を教え、コースタルリッジ小学校が2年生から4年生を教える。ヨーク中学校は5年生から8年生、ヨーク高校が9年生から12年生を教える。成人教育もヨーク住人を対象に行われている。

## 人口動態

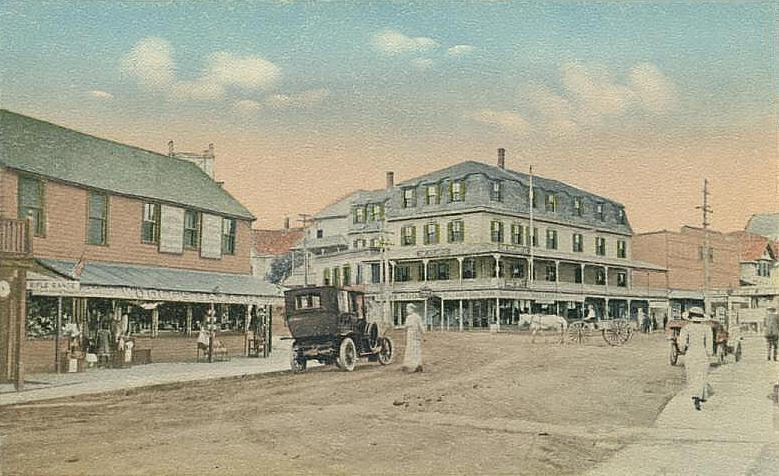
ザ・スクエア、ヨーク・ビーチのショート・サンズビーチ、1915年

### 2010年国勢調査
以下は2010年国勢調査による人口統計データである。
| 基礎データ - 人口: 12,529 人 - 世帯数: 5,440 世帯 - 家族数: 3,601 家族 - 人口密度: 88.5人/km2（229.2 人/mi2） - 住居数: 8,649 軒 - 住居密度: 61.1 軒/km2（158.2 軒/mi2） 人種別人口構成 - 白人: 97.6% - アフリカン・アメリカン: 0.4% - ネイティブ・アメリカン: 0.1% - アジア人: 0.8% - その他の人種: 0.3% - 混血: 0.8% - ヒスパニック・ラテン系: 1.0% | 年齢別人口構成 - 18歳未満: 20.2% - 18-24歳: 4.9% - 25-44歳: 17.1% - 45-64歳: 36.3% - 65歳以上: 21.5% - 年齢の中央値: 49歳 - 性比（女性100人あたり男性の人口） - 総人口: 91.9 世帯と家族（対世帯数） - 18歳未満の子供がいる: 26.0% - 結婚・同居している夫婦: 56.1% - 未婚・離婚・死別女性が世帯主: 7.1% - 非家族世帯: 33.8% - 単身世帯: 28.5% - 65歳以上の老人1人暮らし: 15.1% - 平均構成人数 - 世帯: 2.30人 - 家族: 2.82人 |

### 2000年国勢調査
以下は2000年国勢調査による人口統計データである。
| 基礎データ - 人口: 12,854 人 - 世帯数: 5,235 世帯 - 家族数: 3,690 家族 - 人口密度: 90.4人/km2（234.1 人/mi2） - 住居数: 8,053 軒 - 住居密度: 56.6軒/km2（146.7 軒/mi2） 人種別人口構成 - 白人: 98.36% - アフリカン・アメリカン: 0.25% - ネイティブ・アメリカン: 0.11% - アジア人: 0.49% - 太平洋諸島系: 0.02% - その他の人種: 0.19% - 混血: 0.58% - ヒスパニック・ラテン系: 0.72% 年齢別人口構成 - 18歳未満: 22.8% - 18-24歳: 4.3% - 25-44歳: 25.7% - 45-64歳: 30.1% - 65歳以上: 17.0% - 年齢の中央値: 43歳 - 性比（女性100人あたり男性の人口） - 総人口: 91.8 - 18歳以上: 88.7 | 世帯と家族（対世帯数） - 18歳未満の子供がいる: 29.5% - 結婚・同居している夫婦: 61.1% - 未婚・離婚・死別女性が世帯主: 7.0% - 非家族世帯: 29.5% - 単身世帯: 24.0% - 65歳以上の老人1人暮らし: 9.9% - 平均構成人数 - 世帯: 2.42人 - 家族: 2.88人 収入と家計 - 収入の中央値 - 世帯: 64,000米ドル - 家族: 73,400米ドル - 性別 - 男性: 49,415米ドル - 女性: 31,743米ドル - 人口1人あたり収入: 30,895米ドル - 貧困線以下 - 対人口: 3.8% - 対家族数: 1.3% - 18歳未満: 1.8% - 65歳以上: 6.7% |

## 見どころ
- ケープ・ネディック灯台（ナブル灯台）
- ジョン・セジリー・ホームステッド、1695年